# Lorenza Morfín
Laura Lorenza Morfín Macouzet (Cuernavaca, Morelos; 9 de enero de 1982) es una ciclista mexicana, profesional desde los 15 años. Representó a su país en las ediciones de 2006, 2008 y 2009 del Campeonato Mundial de Ciclismo en Ruta, en el Campeonato Panamericano de Mountain Bike 2012, en los Juegos Centroamericanos y del Caribe de Mayagüez 2010 y Veracruz 2014, en los Juegos Panamericanos de Guadalajara 2011 y Toronto 2015, entre otras competiciones.
Fue medallista de plata en los Juegos Centroamericanos de Mayagüez 2010 y Veracruz 2014, ganó también la plata en los Panamericanos de Guadalajara 2011 y medallista de bronce en el Panamericano de Mountain Bike 2012.
En 2017, Lorenza decidió poner fin a su carrera deportiva.